# 川野夏美
川野夏美（かわの なつみ，1980年7月25日—），本名川野陽子，是日本的演歌歌手，出生於大分縣津久見市。身高161cm。

## 人物・略歷
王冠成立35週年紀念被評為美術家，1998年11月21日以『暴走的海峽』（あばれ海峡）出道。也以Natsumi（夏美）的別名作為歌手活動。

### 受獎歷
- 1992年7月 TOS大分電視 火海祭孩子卡拉OK大賽冠軍
- 1993年7月 大分卡拉OK大賽亞軍
- 1997年4月 全九州歌謠錦標賽冠軍
- 1997年8月 OBS大分廣播Sunstar歌謠大會冠軍
- 1997年11月 日本王冠新歌手試聽合格

## 電視節目
- 「勝太與夏美歌的光彩」（埼玉電視）每周一
- 「夏美與侑希（日语：瀬口侑希）的最新歌謠曲」（埼玉電視）每周一、六（再放送）
- 「信乃與夏美唱的王冠」（歌謠流行音樂頻道（日语：歌謡ポップスチャンネル））與野島信乃一起每月1日、16日更新

## 廣播節目
- 「你好嗎，北島三郎！」日本廣播（MC助手）

## 作品

### 單曲作品
1. 暴走的海峽（あばれ海峡／1998年11月21日）
2. 白渡輪的船長先生（白いフェリーの船長さん／1999年11月21日）
3. 博多女的純情（博多っ娘純情／2000年5月24日）
4. 出世太鼓（2001年1月24日）
5. 再見棧橋（サヨナラ桟橋／2002年2月14日）
6. 強情（じょっぱり／2002年11月21日）
7. 女大漁船（おんな大漁船／2003年8月21日）這首歌原聲發售
8. 夢割酒（2004年4月1日）
9. 夏天的山茶花（夏椿／2005年1月26日）
10. 民謠戀歌（じょんがら恋歌／2005年8月24日）村上幸子的翻唱曲
11. 港町戀歌（港町恋唄／2006年8月9日）
12. 室戸岬（2007年3月7日）這首歌獲得王冠最熱門單曲獎（2008年1月25日）
13. 利尻水道（2007年12月5日）
14. 夜櫻時雨（夜桜しぐれ／2008年8月20日）
15. 幸福淚（倖せなみだ／2009年6月3日）
16. 江差戀歌（江差恋唄／2009年12月2日） 2009年12月14日Oricon演歌·歌謠公信榜獲得周間1位
17. 霧雨海峡（2010年7月7日）

### 專輯
1. 花的舞臺（花のステージ／1999年9月6日）
2. 川野夏美最佳12（川野夏美ベスト12／2000年5月24日）
3. 再見棧橋〜夏美的現在〜（サヨナラ桟橋〜夏美の現在〜／2002年8月21日）
4. 川野夏美za・best（川野夏美ザ・ベスト／2004年11月25日）
5. 川野夏美・最佳14（川野夏美・ベスト14／2006年9月6日）
6. 豔歌・岬圍-室戶岬（艶歌・岬めぐり-室戸岬／2007年6月6日）

### 企劃CD
- 那極好的愛再來一次／銀色的道路（2002年8月21日）四人企劃單元Song 4 You，作為一人演唱翻唱歌曲。CD封面設計（jacket design），也是川野夏美擅長的東西。
- 紙鋼琴／春天·夢綴（2004年5月21日・Natsumi名義）
- 柳川別／醉橫濱（同年11月25日・「青兒（日语：和田青児）與夏美」名義）
- さんきゅっきゅdancing／布丁贊歌（NHK動畫2007年4月4日 反鬥小王子第10系列片尾曲，Natsumi名義）
- 彩國小曲／櫻花草的歌（2007年7月4日）男 勝太、川野夏美，埼玉電視節目「勝太與夏美歌的光彩」片頭曲、同人曲、片尾曲

## 出道10週年紀念音樂會
- 大分・2008年6月8日，大分縣立藝術劇場
- 津久見・同年7月18日，津久見市民會館
- 東京・同年9月7日，東京雅庫特廳
- 大阪・同年11月9日，大阪商務園區圓形大廳（OBP廳）

## 商業廣告（CM）・雜誌連載・其它
- 2009年2月13日，、王冠最熱門獎·最熱門單曲獎（「利尻水道」）
- 連載「卡拉OK愛好者月刊」插圖隨筆【夏美來了！】
- 連載「歌的手帖」訪問記【見到大家的川野夏美！】
- 連載「大分縣聯合新聞」【川野夏美的流行歌曲】※每月第三個星期六・晚報文藝欄
- CM；湯上爽快「bub」
- CM；蟲叮「金橘」
- CM；揖保乃糸CM歌「幸福的時間（時候）」《「民謠戀歌」同人曲》
- 日本王冠發售「有線演歌全曲集」，王冠旗下歌手以外的曲的翻唱。
- 2003年9月20日，「卡拉OK愛好者月刊」11月號封面・卷頭采訪・CD-ROM
- 2005年2月28日，月刊「歌的手帖」2月號封面・卷頭采訪
- 2005年8月20日，「卡拉OK愛好者月刊」10月號封面・卷頭采訪
- 2006年夏天，「在江戶」（お江戸でござる）劇場版出演（大宮sonic city）
- 2007年4月，單曲「室戶岬」的緣故，被高知縣知事任命為觀光特使
- 2007年5月29日，被任命為室戶市第一號觀光特使
- 2008年5月16日大分縣南活動曲「海岸大道」歌曲發起人
- 2008年8月25日「歌的手帖」10月號封面・卷頭采訪

## 外部連結
- 川野夏美官方網站 川野夏美官方網站 （页面存档备份，存于）
- 川野夏美官方博客「Natsumi記。」 川野夏美オフィシャルブログ「なつみっ記。」 （页面存档备份，存于） 正式博客（公式ブログ）
- 川野夏美正式博客 川野夏美公式ブログ （页面存档备份，存于） 舊博客（旧公式ブログ）
- 王冠音樂小傳 クラウンミュージック プロフィール （页面存档备份，存于）
- JF共濟的形象代言人轉全國漁港 JF共済のイメージキャラクターとして全国の漁港を回る （页面存档备份，存于）